# Лува

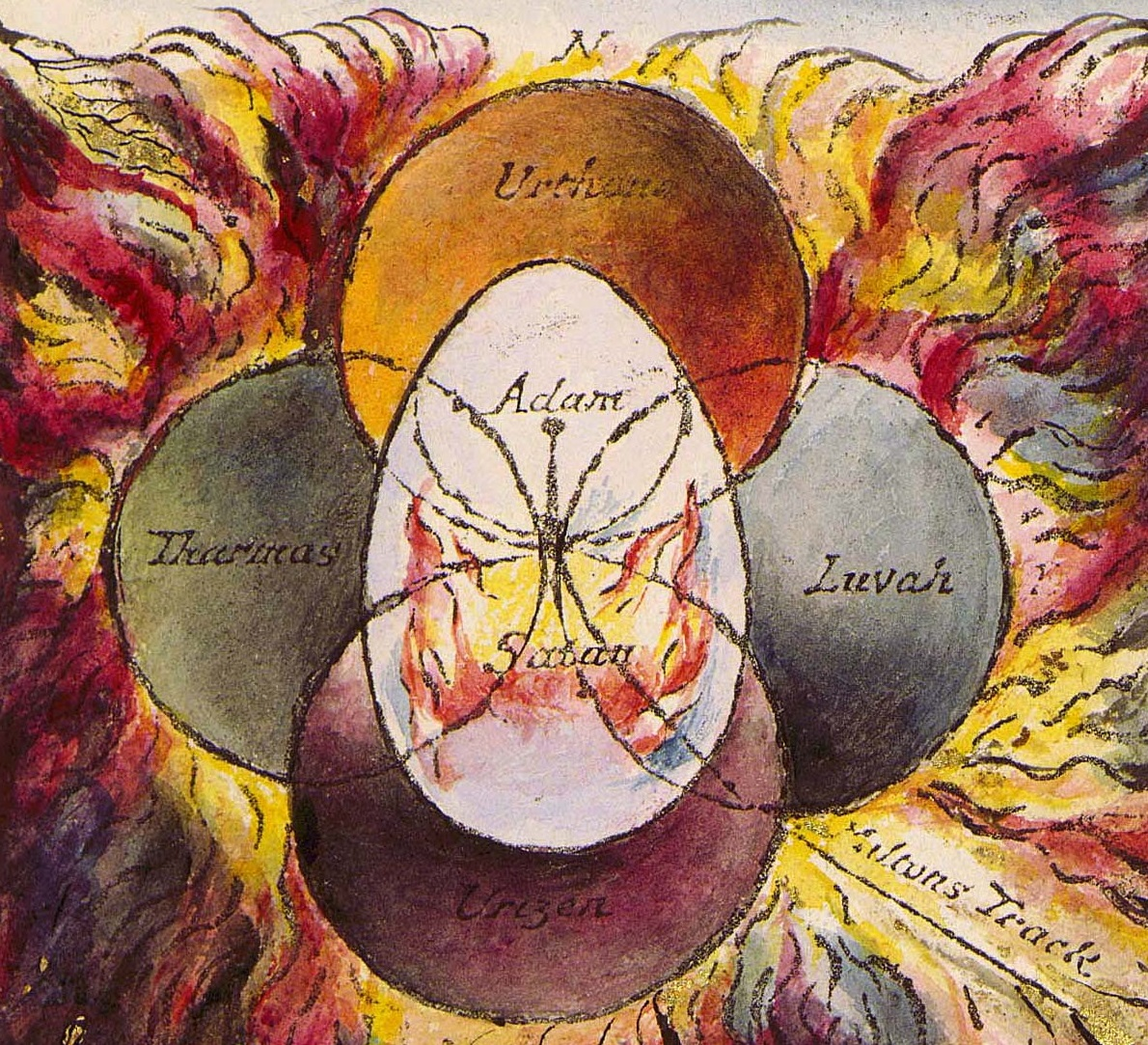
Уильям Блейк: Диаграмма, показывающая соотношение четырёх Зоа. Илл. к поэме «Мильтон», копия C, лист 34

Лу́ва или Лувах (Luvah) — один из главных персонажей в сложной мифологии Уильяма Блейка. Лува один из четырёх основных аспектов человека, так называемых  «Зоа» (Zoas), Зверь Востока, символизирующий страсти и эмоции человека. Его имя, возможно, произведено от “lover” (любовник). Он — правитель мира эмоций, Принц Любви.
Его место — в Сердце человека, или в Центре, «вечно недосягаемом». Он живёт в царстве Беулы, его чувство — обоняние, его металл — серебро, его элемент — огонь, его искусство — музыка, его кафедральный город — Лондон. Его эманация (или женская часть) — Вала (естественная красота, олицетворение Природы). Они расстаются, когда Вала понесла от Альбиона и «родила первенца Порождения Уризена, Принца Света». Тогда же «Глазам Человека / предстало чудесное раздвоенье на мужчину / И женщину. И Падший Человек отпрянул в испуге, / Назвав их Лувой и Валой».
Лува — убийца Гиганта Альбиона («Вечного Человека»). Борьба Лувы с Уризеном за власть над Человеком приводит мир и Человека к «упадку». В падшем мире Лува становится мятежным Орком, первым человеческим существом, земными родителями которого становятся Лос и Энитармон.
Лува тесно ассоциируется с Иисусом, воплощением Любви в человеческой форме. Лува также носит корону из терний, и его тоже распинают на кресте.
В произведениях Блейка Лува появляется впервые в поэме «Книга Тэль» (1789), где он «меняет лошадей у золотых родников».